# ترکیب معطر
ترکیب معطر (به انگلیسی: Aroma compound) یک ترکیب شیمیایی است که دارای عطر و بو است. یک ترکیب شیمیایی زمانی ترکیبی معطر است که ترکیب به اندازهٔ کافی بخارشدنی و فرار باشد تا به قسمت بالای بینی و به دستگاه بویایی منتقل شود و موادی که تا به این اندازه بخار شدنی هستند معمولاً دارای وزن مولکولی کمتر از ۳۰۰ می‌باشند.
طعم بر هر دو حس چشایی و بویایی اثرگذار است، در حالی که رایحه یا عطر تنها حس بویایی را تحت تأثیر قرار می‌دهد. طعم‌ها معمولاً به‌طور طبیعی شکل می‌گیرند در حالی که رایحه‌ها به صورت مصنوعی شکل می‌گیرند.
ترکیب معطر در موادی چون خوراک، شراب، ادویه‌جات، ترشی‌جات، عطر، روغن رایحه‌دار و اسانس یافت می‌شود.
بسیاری از ترکیب‌های معطر به هنگام واکنش‌های زیست‌شیمی طبیعی ساخته می‌شوند، واکنش‌هایی چون رشد میوه‌ها یا تخمیر.

## ترکیب‌های معطر بر اساس ساختارشان

### استرها
| نام ترکیب                    | رایحه                   | وقوع طبیعی | ساختار شیمیایی |
| ---------------------------- | ----------------------- | ---------- | -------------- |
| استات گرانیل                 | میوه‌ای، رز              | رز، گلی    |                |
| متیل فرمات                   | روحانی                  |            |                |
| متیل استات                   | حلال لاک ناخن، شیرین    |            |                |
| متیل پروپیونات متیل پروپانات | شیرین، میوه‌ای، شبیه-رام |            |                |
| متیل بوتیرات متیل بوتانوئات  | میوه‌ای، سیب آناناس      | آناناس     |                |
| اتیل استات                   | شیرین، حلال             | شراب       |                |
| اتیل بوتیرات اتیل بوتانات    | میوه‌ای، پرتقال آناناس   |            |                |
| ایزوآمیل استات               | میوه‌ای، موز گلابی       | موز        |                |
| پنتیل بوتیرات پنتیل بوتانوات | میوه‌ای، گلابی زردآلو    |            |                |
| پنتیل پنتانوئات              | میوه‌ای، سیب             |            |                |
| اکتیل استات                  | میوه‌ای، پرتقال          |            |                |
| بنزیل استات                  | میوه‌ای، توت‌فرنگی        | توت‌فرنگی   |                |
| متیل آنترانیلات              | میوه‌ای، انگور           |            |                |

### ترپین‌های خطی
| نام ترکیب                    | رایحه                      | وقوع طبیعی              | ساختار شیمیایی |
| ---------------------------- | -------------------------- | ----------------------- | -------------- |
| میرسن                        | چوبی، پیچیده               | گل شاه‌پسند، برگ بو      |                |
| گرانیول                      | رز، گلی                    | شمعدانی (سرده), لیموترش |                |
| نرول                         | رز شیرین، گلی              | اسانس نارنج، علف لیمو   |                |
| سیترال، لیمویی شمعدانی، نرال | لیموترش                    | گل مینا لیمو، علف لیمو  |                |
| سیترونلال                    | لیموترش                    | علف لیمو                |                |
| سیترونلول                    | لیموترش                    | علف لیمو، رز گل شمعدانی |                |
| لینانول                      | گلی، شیرین چوبی، اسطوخودوس | گشنیز، ریحان اسطوخودوس  |                |
| نرولیدول                     | چوبی، پوست تازه            | Neroli, زنجبیل یاسمین   |                |

### ترپن‌های حلقوی
| نام ترکیب | رایحه               | وقوع طبیعی                      | ساختار شیمیایی |
| --------- | ------------------- | ------------------------------- | -------------- |
| لیمونن    | پرتقال              | پرتقال، لیموترش                 |                |
| کافور     | کافور               | Camphor laurel                  |                |
| منتول     | منتول               | نعنا                            |                |
| کاروون1   | زیره یا نعناع زینتی | زیره، شوید، نعناع زینتی         |                |
| ترپینئول  | یاس خوشه‌ای          | یاس خوشه‌ای، کاجوپوت             |                |
| یونون     | بنفشه، چوبی         | بنفشه                           |                |
| توژون     | نعناعی              | افسنتین، یاس خوشه‌ای، ارس (گیاه) |                |

توجه: کاروون، بسته به نحوه فراوری آن، دو بوی متفاوت ارائه می‌دهد.

### آروماتیک
| نام ترکیب   | رایحه                | وقوع طبیعی    | ساختار شیمیایی |
| ----------- | -------------------- | ------------- | -------------- |
| بنزآلدهید   | بادام                | بادام         |                |
| اوژنول      | میخک صدپر            | میخک صدپر     |                |
| سینامالدهید | دارچین               | Cassia دارچین |                |
| اتیل مالتول | میوه پخته شکر کارامل |               |                |
| وانیلین     | وانیل                | وانیل         |                |
| گل انیسول   | انیسون               | انیسون        |                |
| آنتول       | انیسون               | انیسون ریحان  |                |
| استراگول    | ترخون                | ترخون         |                |
| تیمول       | آویشن                | آویشن         |                |

### آمین‌ها
| نام ترکیب              | رایحه        | وقوع طبیعی                       | ساختار شیمیایی |
| ---------------------- | ------------ | -------------------------------- | -------------- |
| تری‌متیل‌آمین            | ماهی آمونیاک |                                  |                |
| پوترسین دی آمینو بوتان | گوشت پوسیده  | گوشت پوسیده                      |                |
| کاداورین               | گوشت پوسیده  | گوشت پوسیده                      |                |
| پیریدین                | ماهی         | شابیزک                           |                |
| ایندول                 | مدفوعی گلی   | مدفوع یاس                        |                |
| اسکاتول                | مدفوعی       | مدفوع (رقیق شده) شکوفه‌های پرتقال |                |

## دیگر ترکیب‌های معطر

### الکل ها
- فورانئول (توت‌فرنگی)
- ۱-هگزانول (گیاه علفی، چوبی)
- سیس-۳-هگزن-۱-ال (علف تازه برش خورده)
- منتول (نعنای فلفلی)

### آلدهید ها
High concentrations of aldehydes tend to be very pungent and overwhelming, but low concentrations can evoke a wide range of aromas.
- استالدهید (ethereal)
- هگزانال (سبز, چمنی)
- سیس-۳-هگزنال (سبز گوجه فرنگیها)
- فورفورال (سوخته جو دو سرها)
- هگزیل سینامالدهید
- Isovaleraldehyde – فندقی, میوه ای, شبیه-کاکائو
- ۴-آنیسالدهاید – floral, sweet, hawthorn. It is a crucial component of chocolate, vanilla, strawberry, raspberry, apricot, and others.
- کومینالدئید (4-propan-2-ylbenzaldehyde) – Spicy, cumin-like, green

### استر ها
- فروکتون (fruity, apple-like)
- هگزیل استات (سیب، گل، میوه ای)
- اتیل متیل‌فنیل‌گلیسیدات (توت‌فرنگی)

### کتون ها
- Cyclopentadecanone (musk ketone)[۱]
- Dihydrojasmone (fruity woody floral)
- اوکت-۱-ای‌ان-۳-وان (blood, metallic, mushroom-like)[۲]
- ۲-استیل-۱-پیررولین (fresh bread, jasmine rice)
- 6-Acetyl-2,3,4,5-tetrahydropyridine (fresh bread, tortillas, popcorn)

### لاکتون ها
- gamma-Decalactone intense peach flavor
- gamma-Nonalactone coconut odor, popular in suntan lotions
- delta-Octalactone creamy note
- Jasmine lactone powerful fatty fruity peach and apricot
- Massoia lactone powerful creamy coconut
- لاکتون شراب sweet coconut odor
- Sotolon (شیره درخت افرا، کاری، شنبلیله)

### تیول ها
- Allyl thiol (2-propenethiol; allyl mercaptan; CH2=CHCH2SH) (سیر volatiles and garlic breath)[۳]
- (Methylthio)methanethiol (CH3SCH2SH), the "mouse thiol", found in mouse urine and functions as a semiochemical for female mice[۴]
- اتانتیول، commonly called ethyl mercaptan (added to پروپان or other liquefied petroleum gases used as fuel gases)
- ترت-بوتیل‌تیول، commonly called tert-butyl mercaptan is added as a blend of other components to natural gas used as fuel gas.
- بوتانتیول، commonly called normal butyl mercaptan is a chemical intermediate.
- گریپ‌فروت مرکاپتان (grapefruit)
- متان‌تیول، commonly called methyl mercaptan (after eating مارچوبه)
- فورال-۲-ایلمتانتیول، also called furfuryl mercaptan (roasted قهوه)
- Benzyl mercaptan (leek or garlic-like)

### Miscellaneous compounds
- Methylphosphine and dimethylphosphine (garlic-metallic, two of the most potent odorants known)[۲]
- فسفین (سیب، Zinc Phosphide poisoned bait)
- دی‌استیل (کره (لبنیات) flavor)
- Acetoin (کره (لبنیات) flavor)
- Nerolin (پرتقال)
- تتراهیدروتیوفن (added to گاز طبیعی)
- ۲٬۴،6-Trichloroanisole (cork taint)
- واکنش جانشینی پیرازینs